# Penny Lane
„Penny Lane“ je píseň skupiny The Beatles, kterou z velké části složil Paul McCartney, ale jako její autor byl uveden on spolu s Johnem Lennonem. Skladba byla nahrána během nahrávání alba Sgt. Pepper's Lonely Hearts Club Band, ale nakonec na něm nevyšla. Vyšla v únoru 1967 na singlu spolu s „Strawberry Fields Forever“ jako dvojitá A-strana. Nakonec skladba vyšla i na albu Magical Mystery Tour.
Časopis Rolling Stone ji v roce 2004 zařadil na 456. místo do svého žebříčku 500 nejlepších písní všech dob.

## Obsazení
- Paul McCartney – zpěv, doprovodné vokály, klavír, baskytara
- John Lennon – doprovodné vokály, klavír, konga, tleskání
- George Harrison – doprovodné vokály, ruční zvonek, tleskání
- Ringo Starr – bicí, tamburína
- George Martin – klavír
- David Mason – trubka
- Ray Swinfield, P. Goody, Manny Winters – flétny, pikoly
- Leon Calvert, Freddy Clayton, Bert Courtley, Duncan Campbell – trubky, křídlovky
- Dick Morgan, Mike Winfield – hoboje, Anglické rohy
- Frank Clarke – kontrabas

## Česká coververze
Pod původním názvem ji s textem Eduarda Krečmara v roce 1968 nazpíval Pavel Sedláček